# Мадам де Лафаєтт
Мадам де Лафаєтт (фр. Marie-Madeleine Pioche de La Vergne, comtesse de La Fayette, 18 березня 1634 (хрещення) — 25 травня 1693) — французька письменниця, авторка роману «Принцеса Клевська», одного з перших романів у літературі.

## Біографія
Народилася в доволі заможній, хоча й не особливо знатній, родині. При хрещенні отримала ім'я Марі-Мадлен Піош де Ла Вернь. У 16 років стала фрейліною Анни Австрійської і почала навчатися літературному ремеслу у Жіля Менажа, свого учителя латини та італійської. За сприяння Менажа отримала доступ у модні салони мадам де Рамбуйє та Мадлен де Скрюдері. Її батько, Марк Піош де Ла Вернь, помер за рік до того, а мати одружилася знову з Рено де Севіньє, дядьком мадам де Севіньє.
1655 року Марі-Мадлен одружилася з Франсуа Мотьє, графом де Лафайєттом, старшим на 18 років вдівцем, народила двох синів. Супроводжувала чоловіка в родинні маєтки в Оверні та Бурбонне, але часто навідувала Париж, де мала друзів при дворі, утворила власний успішний салон. Серед її знайомих була Генрієтта Англійська, майбутня герцогиня Орлеанська, Антуан Арно, провідні тогочасні французькі письменники. Ще раніше, під час Фронди, де Лафайєтт познайомилася із кардиналом Рецем.
З 1659 року де Лафайєтт стала жити в Парижі постійно, а в 1662 році опублікувала анонімно роман Принцеса де Монпансьє. З 1962 року вона підтримувала знайомство із Франсуа де Ларошфуко, автором Максим, який познайомив її з іншими відомими літераторами, зокрема Расіном та Болло. Роман Заїд, підписаний Сегре, але майже напевно авторства де Лафайєтт, побачив світ у 1669 році, а його другий том у 1671 році.
Знаменитий роман Принцеса Клевська з'явився анонімно у 1678 році. Він мав великий успіх і вважається першим справжнім французьким романом, протопипом психологічного роману.
Після смерті Ларошфуко в 1680 році та чоловіка у 1683 році де Лафайєтт стала вести менш активне громадське життя. Після її смерті були надруковані ще три романи: Графиня де Танд, Історія Генрієтти Англійської та Спогади про французький двір.

## Твори
- La Princesse de Montpensier, 1662, 1674 та 1675.
- Zaïde, histoire espagnole, tome 1, tome 2, Paris, Claude Barbin, 1671.
- La Princesse de Clèves, À Paris, chez Claude Barbin, 16 mai 1678 [anonyme]. (traduit en anglais en 1689 à Londres).
- Romans et Nouvelles, Paris, Classiques Garnier, 1989, ISSN 0750-2176
- La Comtesse de Tende [Архівовано 11 серпня 2020 у Wayback Machine.] (1718), posthume
- Histoire de madame Henriette d'Angleterre, première femme de Philippe de France, Duc d'Orléans, Amsterdam, M.-C. Le Cène, 1720.
- Mémoires de la cour de France pour les années 1688 et 1689, Paris, Foucault, 1828.